# اریک یانسن
اریک یانسن (انگلیسی: Eric Jansen؛ زادهٔ ۵ مهٔ ۲۰۰۰) بازیکن فوتبال است.
از باشگاه‌هایی که در آن بازی کرده‌است می‌توان به باشگاه فوتبال کارلسروهه اشاره کرد.
وی همچنین در تیم‌های ملی فوتبال جوانان آلمان، جوانان آلمان، و جوانان آلمان بازی کرده‌است.